# Jaime Cesar Ortiz de Lazcano Piquer
Jaime Cesar Ortiz de Lazcano Piquer (ur. 9 sierpnia 1969 w Pampelunie) – hiszpański duchowny rzymskokatolicki, w latach 2018-2020 administrator apostolski San Felipe.

## Życiorys
Urodził się 9 sierpnia 1969 w Pampelunie na północy Hiszpanii.
Święcenia kapłańskie przyjął 25 kwietnia 1999 z rąk Jana Pawła II w bazylice św. Piotra.
21 września 2018 został mianowany administratorem apostolskim sede vacante diecezji San Felipe w Chile. 26 maja wskutek powołania nowego biskupa diecezji przestał pełnić tę funkcję.